# Bradash
Bradash (in serbo Брадаш?, Bradaš) è un paese che si trova in Kosovo, nella municipalità di Podujevë (Podujevo) e nel distretto di Prishtina (Priština). Non si hanno dati precisi riguardo al numero di abitanti di questa località che conta circa 350 case. Quindi gli abitanti potrebbero aggirarsi attorno ai 1.700.

## Storia
Bradash è ricordato per aver visto accadere uno dei più grandi massacri della Guerra del Kosovo, ove infuriarono aspri combattimenti fra resistenza kosovara (UÇK) e truppe serbe. Inoltre, ogni singola casa presente sul territorio di Bradash venne bruciata.